# Charlottenburg-Wilmersdorf

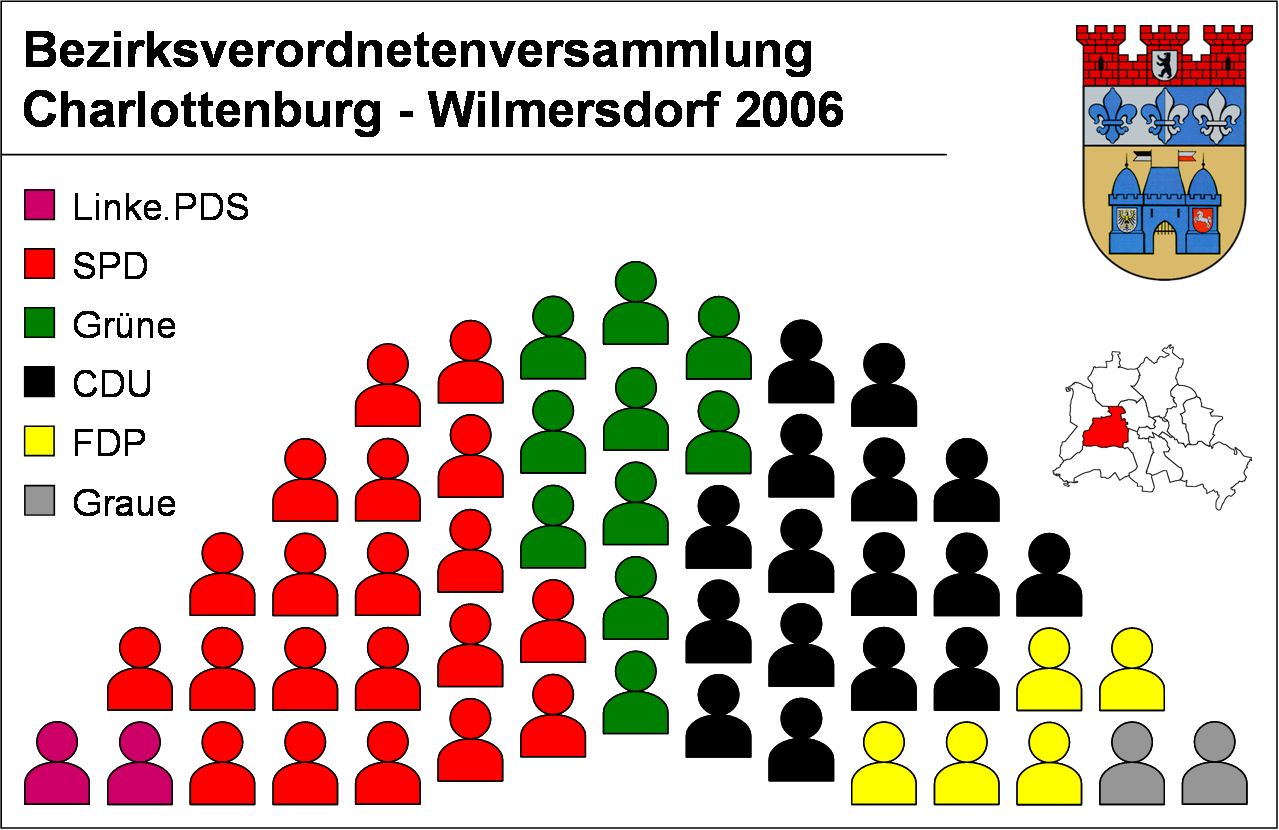

Charlottenburg-Wilmersdorf ou Charlotemburgo-Wilmersdorf é o quarto distrito de Berlim, formado em 2001 pela fusão dos antigos distritos de Charlottenburg e Wilmersdorf.

## História
Após a Segunda Guerra Mundial e a divisão da cidade pelo Muro de Berlim, a área no entorno da Kurfürstendamm e Estação Ferroviária do Jardim Zoológico de Berlim foi o centro da antiga Berlim Ocidental, sendo a Kaiser Wilhelm Gedächtniskirche seu símbolo. A Universidade Técnica de Berlim (Technische Universität Berlin), a Universidade de Artes de Berlim (Universität der Künste), a Ópera Alemã de Berlim (Deutsche Oper Berlin), o Palácio de Charlottenburg (Schloss Charlottenburg) e o Estádio Olímpico de Berlim (Olympiastadion) estão localizados no distrito.

## Subdivisões
Charlottenburg-Wilmersdorf está dividido em sete bairros:
- Charlottenburg
- Charlottenburg-Nord
- Grunewald
- Halensee
- Schmargendorf
- Westend
- Wilmersdorf

## Relaçõesinternacionais

### Cidades irmãs
- Charlottenburg:

| - Bad Iburg, Alemanha desde 1980 - Budapeste, Hungria desde 1998 - Lewisham, Inglaterra desde 1968 | - Linz, Áustria desde 1995 - Mannheim, Alemanha desde 1962 - Distrito de Marburg-Biedenkopf, Alemanha desde 1991 | - Or Yehuda, Israel desde 1966 - Trento, Itália desde 1966 - Distrito de Waldeck-Frankenberg, Alemanha desde 1988 |

- Wilmersdorf:

| - Apeldoorn, Países Baixos desde 1968 - Distrito de Forchheim, Alemanha desde 1991 - Gagny, França desde 1992 - Gladsaxe, Dinamarca desde 1968 | - Carmiel, Israel desde 1985 - Distrito de Kulmbach, Alemanha desde 1991 - Pecherskyi (raion), Kiev, Ucrânia desde 1991 - Międzyrzecz, Polônia desde 1993 | - Minden, Alemanha desde 1968 - Distrito de Rheingau-Taunus, Alemanha desde 1991 - Split, Croácia desde 1970 - Sutton, Inglaterra desde 1968 |

## Economia
A Germania está sediada em Charlottenburg-Nord.